# عید است و آخر گل و یاران در انتظار
غزلی با مطلع «عید است و آخر گل و یاران در انتظار»، غزل شمارهٔ ۲۴۶ از دیوانِ حافظ در تصحیحِ محمد قزوینی و قاسم غنی است.

## در دیگر آثار هنری
یکی از این نمونه‌های موفق تصویرگریِ دیوانِ حافظ، نسخه‌ای از دیوان است که به‌احتمال زیاد در حدودِ سال ۹۴۰ ه‍.ق برای سام میرزا مصوّر و کتابت شده‌است. این نسخه در میان موزهٔ جدید هنر اسلامی در قطر، موزهٔ هنر مِتروپولیتَن، دانشگاه هاروارد و موزهٔ هنری فاگ تقسیم شده و پیشتر نیز در مجموعهٔ کارتیه و سپس در  مجموعهٔ کری ولش نگهداری می‌شده‌است. نسخه در اصل دارای ۵ نگاره شامل بزم، بازی چوگان، مجلس وعظ، سرای پیر مُغان و عید فطر بوده‌است. امروزه محل نگهداری ۴ نگاره معلوم و نگارهٔ «بازی چوگان» نامعلوم است. نگارهٔ «عید فطر» یا «رؤیت ماه نو» بر مبنای غزلِ «عید است و موسم گل و یاران در انتظار / ساقی به روی شاه ببین ماه و می بیار» تصویر شده است. نقاش اثر سلطان محمد است. حافظ در این غزل، عید فطر را در نظر داشته و سلطان محمد در این نسخه، سام میرزا را در جشنِ عید فطر به تصویر کشیده شده‌است. نام «الهادی ابوالمظفر سام میرزا» در کتیبهٔ بالای سردر کوشکی که سام میرزا بر ایوان آن نشسته و دو بیتِ اول و پنجمِ همان غزل: «خوش دولتیست خرم و خوش خسروی کریم / یا رب ز چشم‌زخم زمانش نگاه‌دار» در کتیبهٔ رُخْبامِ همان بنا نوشته شده‌است. نگاره نشان‌دهندهٔ این است که این نسخه برای سام میرزا نوشته شده‌است. بر بامِ کوشْکِ وسطِ باغ نیز جوانی با انگشتِ اشاره‌اش ماه نو را نشان می‌دهد و عده‌ای به «رؤیت هلال ماه شوال» ایستاده‌اند و دعا می‌خوانند. سام میرزا از دست ساقی جوانی، که دستار پَردار او نشان از وابستگی‌اش به خاندان پادشاهی دارد، جامی می‌گیرد. دو سوی تختش شاهزادگان و امیران نشسته‌اند و سلاح‌داران نیز پشت سرش ایستاده‌اند. نوازندگان مشغول جشن هستند و در تصویر تعداد زیادی شمعِ کافوریِ بلند دیده می‌شود و خدمتکاران نیز سینی‌های غذا و میوه را از درون کوشک به مجلس می‌آورند. چهرهٔ یک زن جوان که از دریچهٔ اُشکوب، مشغول تماشای آخرین افطارِ ماه رمضان است و لکه‌های باریکِ ابر در آسمان آبی و چهره‌های شادِ مردان، شادمانیِ نهفته در این غزلِ حافظ ر ا نشان می‌هد. توالی رنگ‌های زرد و سبز و آبی و قرمز لباس‌ها و وجود گل‌های رنگارنگ در بخش زیرینِ نگاره بر فضای شادِ عید می‌افزاید. ترکیب شعر حافظ و قلمِ سلطان محمد، نگاره‌ای تکرارناشدنی را پدید آورده‌است.